# Hydrogenimonas thermophila
Hydrogenimonas thermophila ist die Typusart der Gattung Hydrogenimonas und der Familie Hydrogenimonaceae der Ordnung Campylobacterales. Es handelt sich um thermophile Bakterien, die bei thermalen Schloten im Indischen Ozean gefunden wurden.

## Entdeckung
Im Rahmen des japanischen „SUGAR-Projects“ wurden systematisch Tiefseeproben entnommen und mikrobiologisch untersucht. „SUGAR-Project“ steht für „Subground Animalcule Retrieval“. Zu diesem Zweck wurde die Shinkai 6500 eingesetzt, ein bemanntes Tiefsee-U-Boot mit einer Tauchtiefe von über 2000 m. Dabei wurden Proben im Indischen Ozean im zentralindischen Rücken im Kairei Field in einer Tiefe von 2421 m in der Nähe eines schwarzen Rauchers, einer heißen Quelle am Meeresboden, entnommen. Mit einer speziellen Technik, von den Autoren ‚in situ colonization system‘ genannt, wurden die Bakterien angereichert. Nach Analyse der ribosomalen RNA wurde vermutet, dass die Proben mehrere unbekannte Arten von ε-Proteobakterien enthielten. Es konnte darunter ein als EP1-55-1% bezeichneter Bakterienstamm isoliert und charakterisiert werden, den Takai et al. als Referenzstamm der neuen Spezies Hydrogenimonas thermophila bestimmten.

## Merkmale
Es handelt sich um sehr bewegliche (motile) Stäbchen-Bakterien mit einer endständigen (polaren) Geisel. Sie haben einen Durchmesser von 0,7 bis –1,0 μm und eine Länge von 1,5 bis 3,5 μm. Unter anaeroben Bedingungen in einem MMJH-Medium werden die Bakterien unbeweglich und gehen in eine kugelige Ruheform über. Diese Formveränderung ist charakteristisch für Hydrogenimonas thermophila und kann zur Unterscheidung von anderen Arten herangezogen werden. Die Bakterien leben bei gemäßigter (mesophil) oder hoher (thermophil) Temperatur. Die Vermehrung findet bei Temperaturen zwischen 35 und 65 °C (Optimum 55 °C) und einen pH-Wert von 4,9 bis 7,2 (Optimum 5,9) statt. Unter guten Bedingungen teilen sich die Bakterien alle 70 Minuten.

## Stoffwechsel
Zur Energiegewinnung wird Wasserstoff oxidiert. Auch elementarer Schwefel oder Thiosulfat kann als Elektronendonor dienen. Als Elektronenakzeptor kann es molekularen Sauerstoff, Nitrate oder elementaren Schwefel verwenden. Als Kohlenstoffquelle dient Kohlendioxid. Nitrate und Ammonium werden als Stickstoffquelle verwendet, Nitrite und molekularer Stickstoff nicht. Wenn Nitrate als einziges Oxidationsmittel vorhanden waren, so wurde von Hydrogenimonas thermophila Nitrat verbraucht und Ammonium produziert. Hydrogenimonas thermophila wächst nicht unter normalen, heterotrophen Bedingungen. Takai et al. testeten Hefeextrakt, Pepton, Tryptophan, verschiedene organische Säuren und Zucker ohne Erfolg.

## Zusammensetzung
Durch Extraktion und Erzeugung von Fettsäuremethylestern konnte der Anteil verschiedener Fettsäuren bestimmt werden:
- C 11:0 2,2%
- C 12:0 3,0%
- C 14:0 4,7%
- 3-OH-C 14:0 2,8%
- C 16:0 37,4%
- C 16:1 28,8%
- C 18:0 1,0%
- C 18:1 20,0%

Die Zusammensetzung ähnelt der von Sulfurimonas autotrophica.

## Kultur
Die Gewinnung der Proben erfolgte mit dem speziell für diesen Zweck entwickelten in-situ colonization system. Dabei wurde ein  Stahlrohr mit 5 mm großen Löchern und einem porösen Bimsstein-Substrat gefüllt drei Tage lang in einem schwarzen Raucher deponiert. Das Wasser dieser Unterseequelle hatte eine Austrittstemperatur von über 250 °C. Das Rohr wurde dann mit einem Unterseeboot geborgen und das Material mit sterilisiertem, synthetischem Seewasser unter Zusatz von Natriumsulfid unter einer Stickstoffatmosphäre transportiert. Die weitere Kultivierung erfolgte im MMJHS-Medium unter einem Gas aus Wasserstoff (80 %), Kohlendioxid (19 %) und Sauerstoff (1 %) bei 55 °C. Bei mehr als 2 % Sauerstoff erfolgte kein Wachstum mehr. Die Bakterien sind also anaerob bis mikroaerob. Eine hohe Kalziumkonzentration fördert das Wachstum.

## Resistenz
Hydrogenimonas thermophila ist sensibel gegenüber verschiedenen Antibiotika. Takai et al. testen Chloramphenicol, Streptomycin, Kanamycin, Ampicillin und Rifampicin.

## Systematik
Der folgenden Liste der Arten der Gattung Hydrogenimonas liegen als Quellen zugrunde:
L – List of Prokaryotic names with Standing in Nomenclature (LPSN)
N – National Center for Biotechnology Information (NCBI)
G – Genome Taxonomy Database (GTDB)
W –  World Register of Marine Species (WoRMS)
Die Liste folgt dabei in erster Linie der LPSN, mit Ergänzungen nach der Taxonomie des NCBI und der GTDB (Stand 16. Januar 2024):
Familie Hydrogenimonadaceae Waite et al. 2020(L,N)
- Gattung Hydrogenimonas, Takai et al. 2004(L,N) bzw. Takai, Nealson & Horikoshi, 2004(W) oder Takai et al. 2004 emend. Mino et al. 2023(N)[1]
  - Spezies Hydrogenimonas cancrithermarum Mino et al. 2023(L,N)[8]
inkl. Hydrogenimonas sp. ISO32(N)
    - Referenzstamm ISO32(L,N) alias JCM:39185 oder KCTC:25252(L,N)

  - Spezies Hydrogenimonas thermophila Takai et al. 2004(L,N) bzw. Takai, Nealson & Horikoshi, 2004(W) (Typus)(L,G)[1]
    - Referenzstamm EP1-55-1%(L,N) (mit Schreibvariante EP1-55-1(G)) alias ATCC:BAA-737 oder JCM:11971(L,N)

  - Spezies Hydrogenimonas urashimensis Mino et al. 2021(L,N)[9]
inkl. Hydrogenimonas sp. SSM-sur55(N)
    - Referenzstamm SSM-sur55(G,L,N) alias JCM:19825 oder KCTC:15926(L,N)

  - Spezies Hydrogenimonas sp. RS_Sur55-1(N)
    - Referenzstamm RS_Sur55-1(N)

  - Spezies Hydrogenimonas sp003945285 syn. Hydrogenimonas sp. MAG(N)
    - Referenzstamm MAG (NCBI-Zugriffsnummer AP019005.1)

  - Spezies Hydrogenimonas sp003978765(G) syn. Hydrogenimonas sp. isolate MAG 80(N)
    - Referenzstamm MAG 80(G,N)

  - Spezies Hydrogenimonas sp013153475(G) syn. Campylobacterota bacterium isolate L_MetaBat.201(N)
    - Referenzstamm L_MetaBat.201(G,N)

  - Spezies Hydrogenimonas sp015484905(G) syn. Hydrogenimonas sp. isolate S139_75_esom(N)
inkl. Hydrogenimonas sp. isolate S012_119(N)
    - Referenzstamm S139_75_esom(G,N)

  - Spezies Hydrogenimonas sp015490295(G) syn. Hydrogenimonas sp. isolate S141_77(N)
    - Referenzstamm S141_77(G,N)

  - Spezies Hydrogenimonas sp015494675(G) syn. Hydrogenimonas sp. isolate S143_79(N)
    - Referenzstamm S143_79(G,N)

  - Spezies Hydrogenimonas sp021647345(G) syn. Hydrogenimonas sp. isolate D100SM.bin.28(N)
    - Referenzstamm D100SM.bin.28(G,N)

## Etymologie
Der Gattungsname Hydrogenimonas leitet sich ab von neulateinisch hydrogenum ‚Wasserstoff‘ (wörtlich ‚Wasser erzeugend‘ – zusammen mit Sauerstoff – altgriechisch ὕδωρ húdōr & γεννάω gennaō), sowie lateinisch monas ‚Einheit‘, ‚Einzeller‘. Hydrogenimonas deutet also auf einen Wasserstoff-verstoffwechselnden Einzeller hin.
Das Art-Epitheton thermophila setzt sich zusammen aus altgriechisch θερμός thermós, deutsch ‚warm‘, „heiß“ und der femininen Form phila von neulateinisch philus ‚Freund‘, ‚liebend‘ (aus altgriechisch φίλος philos, deutsch ‚liebend‘). thermophila ist bedeutet also eine hitzeliebende (Bekterienart).